# Żupania dubrownicko-neretwiańska
Żupania dubrownicko-neretwiańska (chorw. Dubrovačko-neretvanska županija) – najdalej na południe wysunięta żupania Chorwacji ze stolicą w Dubrowniku. Zajmuje powierzchnię 1781 km², a w 2011 roku liczyła 122 568 mieszkańców.

## Podział administracyjny
Żupania dubrownicko-neretwiańska jest podzielona na następujące jednostki administracyjne:

- miasto Dubrownik
- miasto Korčula
- miasto Metković
- miasto Opuzen
- miasto Ploče
- gmina Blato
- gmina Dubrovačko primorje
- gmina Janjina
- gmina Konavle
- gmina Kula Norinska
- gmina Lastovo
- gmina Lumbarda
- gmina Mljet
- gmina Orebić
- gmina Pojezerje
- gmina Slivno
- gmina Smokvica
- gmina Ston
- gmina Trpanj
- gmina Vela Luka
- gmina Zažablje
- gmina Župa dubrovačka